# Sportivnyj Klub Central'nogo Doma Krasnoj Armii 1936
Questa voce raccoglie le informazioni riguardanti il Central'nogo Doma Krasnoj Armii nelle competizioni ufficiali della stagione 1936.

## Stagione
Il CDKA s'iscrive al primo campionato sovietico di calcio, torneo a 7 squadre dalla durata bimensile (tra maggio e luglio) con un turno di riposo e una formula che prevede un solo incontro tra ogni squadra. La vittoria vale tre punti, il pareggio due e la sconfitta un punto.
Guidato da Chalkiopov, ex difensore del CDKA e in seguito soldato durante la seconda guerra mondiale dal 1931 nello staff tecnico degli Uomini dell'Esercito, il club vince nettamente le prime due partite a Mosca contro Krasnaja Zarja (6-2) e Spartak Mosca (0-3), ritrovandosi in testa al torneo a pari merito con la Dinamo Mosca. In seguito al turno di riposo, avvenuto durante la terza giornata, lascia la vetta del campionato alla Dinamo. Nelle restanti giornate seguono tre sconfitte in quattro partite – tra cui un 6-1 dalla Dinamo Kiev e un 6-2 nel derby con la Dinamo Mosca – e la prima trasferta della squadra a Leningrado, finita 1-1 contro la Dinamo.
Il campionato si conclude al quarto posto, con 11 punti. Durante la coppa, svoltasi al termine del torneo primaverile e durante il periodo estivo, il CDKA passa agevolmente il primo turno in Kazakistan, quindi esce superato in casa e in rimonta dalla Dinamo Pjatigorsk (1-2).
Al termine della prima edizione della Coppa dell'Unione Sovietica, è organizzato un secondo campionato sovietico di calcio nello stesso anno in autunno (settembre-ottobre). La formula resta immutata e rispetto all'edizione precedente, si gioca con una formazione in più (la Dinamo Tbilisi promossa dalla seconda divisione). Il CDKA parte bene vincendo il primo turno con la Dinamo Leningrado (2-0), poi cede il passo alle avversarie terminando la competizione all'ottavo e ultimo posto, con due vittorie in sette giornate: è retrocessa in Gruppa B, tuttavia in seguito la federazione la ammette nuovamente in prima divisione per il campionato successivo.

## Rosa
Lesin, Nikišin e Šelagin hanno giocato solo il campionato primaverile. Isaev, Savickij, Sokolov e Šlyčkov hanno giocato solo il campionato autunnale.
| N. |                             | Ruolo | Calciatore             |
| -- | --------------------------- | ----- | ---------------------- |
|    | Unione Sovietica (bandiera) | P     | Boris Kočetov          |
|    | Unione Sovietica (bandiera) | P     | Sergej Leonov          |
|    | Unione Sovietica (bandiera) | D     | Vitkor Savanov         |
|    | Unione Sovietica (bandiera) | D     | Vladimir Lesin         |
|    | Unione Sovietica (bandiera) | D     | Konstantin Ljaskovskij |
|    | Unione Sovietica (bandiera) | D     | Konstantin Malinin     |
|    | Unione Sovietica (bandiera) | D     | Vasilij Sokolov        |
|    | Unione Sovietica (bandiera) | D     | Aleksandr Zagreckij    |
|    | Unione Sovietica (bandiera) | C     | Aleksandr Šlyčkov      |
|    | Unione Sovietica (bandiera) | C     | Evgenij Nikišin        |

| N. |                             | Ruolo | Calciatore           |
| -- | --------------------------- | ----- | -------------------- |
|    | Unione Sovietica (bandiera) | C     | Konstantin Rjazancev |
|    | Unione Sovietica (bandiera) | C     | Pëtr Zenkin          |
|    | Unione Sovietica (bandiera) | A     | Aleksej Čulkov       |
|    | Unione Sovietica (bandiera) | A     | Nikolaj Isaev        |
|    | Unione Sovietica (bandiera) | A     | Pëtr Petrov          |
|    | Unione Sovietica (bandiera) | A     | Sergej Sosnin        |
|    | Unione Sovietica (bandiera) | A     | Evgenij Šelagin      |
|    | Unione Sovietica (bandiera) | A     | Aleksandr Ščavelev   |
|    | Unione Sovietica (bandiera) | -     | Ivan Mitronov        |
|    | Unione Sovietica (bandiera) | -     | Anatolij Savickij    |

## Risultati

### Gruppa A primavera
Ha riposato durante la terza giornata del campionato.

| Arbitro: | Evgenij Georgievskij (Mosca) |

|                                                                   |           |                       |
| Ščavelev 17’, 70’ Šelagin 30’ Rjazancev 51’, 85’ Karev 60’ (aut.) | Marcatori | 31’ Jarcev 69’ Ivanov |

| Arbitro: | Nikolaj Usov (Leningrado) |

|  |           |                                            |
|  | Marcatori | 9’ Mitronov 18’ Šelagin 88’ (rig.) Malinin |

| Arbitro: | Vladimir Bystrov (Leningrado) |

|             |           |                                                                      |
| Šelagin 12’ | Marcatori | 7’, 51’ Ščegodskij 45’ (rig.) Greber 60’, 89’ Gončarenko 71’ Komarov |

| Arbitro: | Aleksandr Ščelčkov (Mosca) |

|              |           |            |
| Dement'ev 5’ | Marcatori | 66’ Čulkov |

| Arbitro: | Samuil Chavčin (Kiev) |

|  |           |                                     |
|  | Marcatori | 34’ Lavrov 38’ Sokolov 47’ Terenkov |

| Arbitro: | Vasilij Butusov (Leningrado) |

|                                                            |           |                         |
| Smirnov 47’ Il'in 53’ Pavlov 66’ Semičastnyj 79’, 89’, 90’ | Marcatori | 10’ Petrov 26’ Mitronov |

### Gruppa A autunno
| Arbitro: | Samuil Chavčin (Kiev) |

|                         |           |  |
| Mitronov 52’ Petrov 56’ | Marcatori |  |

| Arbitro: | Lev Ioselevič (Charkiv) |

|                                      |           |                           |
| Grigor'ev 25’ Ivanov 79’ Smirnov 85’ | Marcatori | 73’ Zagreckij 76’ Malinin |

| Arbitro: | Stepan Romanenko (Charkiv) |

|            |           |                                        |
| Lavrov 47’ | Marcatori | 17’ Mitronov 23’ Rjazancev 74’ Šlyčkov |

| Arbitro: | Konstantin Kapranov (Rostov sul Don) |

|                                                                   |           |  |
| Paičadze 3’, 59’ M. Berdzenišvili 41’ (rig.) V. Berdzenišvili 62’ | Marcatori |  |

| Arbitro: | Vladimir Bystrov (Leningrado) |

|  |           |                                                       |
|  | Marcatori | 2’, 5’ Smirnov 38’, 44’ Il'in 68’ Eliseev 73’ Jakušin |

| Arbitro: | Vjaceslav Morgunov (Leningrado) |

|                                |           |           |
| Machinja 9’, 58’ Šilovskij 14’ | Marcatori | 52’ Isaev |

| Arbitro: | Nikolaj Usov (Leningrado) |

|           |           |                                      |
| Isaev 30’ | Marcatori | Stepanov 25’ Ščibrov 44’ Glazkov 74’ |

### Coppa dell'URSS

#### Secondo turno
| Aktjubinsk 26 luglio 1936 Gara unica                             | Dinamo Aktjubinsk | 0 – 4 referto                  | CDKA Mosca |  |
| \| \| \| \| \| \| Marcatori \| 52’ Mitronov 57’ ? 59’ ? 65’ ? \| |                   |                                |            |  |
|                                                                  |                   |                                |            |  |
|                                                                  | Marcatori         | 52’ Mitronov 57’ ? 59’ ? 65’ ? |            |  |

#### Sedicesimi di finale
| Arbitro: | Vjačeslav Morgunov (Mosca) |

|             |           |                                           |
| Malinin 15’ | Marcatori | 38’ (rig.) Motlochov 57’ Tengiz Gavasheli |

### Statistiche di squadra
| Competizione         | Punti                | In casa | In casa | In casa | In casa | In casa | In casa | In trasferta | In trasferta | In trasferta | In trasferta | In trasferta | In trasferta | Totale | Totale | Totale | Totale | Totale | Totale | DR  |
| Competizione         | Punti                | G       | V       | N       | P       | Gf      | Gs      | G            | V            | N            | P            | Gf           | Gs           | G      | V      | N      | P      | Gf     | Gs     | DR  |
| -------------------- | -------------------- | ------- | ------- | ------- | ------- | ------- | ------- | ------------ | ------------ | ------------ | ------------ | ------------ | ------------ | ------ | ------ | ------ | ------ | ------ | ------ | --- |
| Gruppa A (primavera) | 11                   | 3       | 1       | 0       | 2       | 7       | 11      | 3            | 1            | 1            | 1            | 6            | 7            | 6      | 2      | 1      | 3      | 13     | 18     | -5  |
| Gruppa A (autunno)   | 11                   | 3       | 1       | 0       | 2       | 3       | 9       | 4            | 1            | 0            | 3            | 6            | 11           | 7      | 2      | 0      | 5      | 9      | 20     | -11 |
| Kubok SSSR           | sedicesimi di finale | 1       | 0       | 0       | 1       | 1       | 2       | 1            | 1            | 0            | 0            | 4            | 0            | 2      | 1      | 0      | 1      | 5      | 2      | +3  |
| Totale               | -                    | 7       | 2       | 0       | 5       | 11      | 22      | 8            | 3            | 1            | 4            | 16           | 18           | 15     | 5      | 1      | 9      | 27     | 40     | -13 |

### Andamento in campionato

#### Gruppa A (primavera)
| Giornata  | 1 | 2 | 3 | 4 | 5 | 6 | 7 |
| --------- | - | - | - | - | - | - | - |
| Luogo     | C | T | R | C | T | C | T |
| Risultato | V | V | - | P | N | P | P |
| Posizione | 1 | 1 | 2 | 4 | 3 | 4 | 4 |

Fonte:  Soviet Union 1936, su rsssf.com, RSSSF.
Legenda:

Luogo: C = Casa; T = Trasferta. Risultato: V = Vittoria; N = Pareggio; P = Sconfitta.

#### Gruppa A (autunno)
| Giornata  | 1 | 2 | 3 | 4 | 5 | 6 | 7 |
| --------- | - | - | - | - | - | - | - |
| Luogo     | C | T | T | T | C | C | T |
| Risultato | V | P | P | V | P | P | P |

Fonte:  Soviet Union 1936, su rsssf.com, RSSSF.
Legenda:

Luogo: C = Casa; T = Trasferta. Risultato: V = Vittoria; N = Pareggio; P = Sconfitta.

### Statistiche dei giocatori
| Giocatore      | Gruppa A (primavera) | Gruppa A (primavera) | Gruppa A (primavera) | Gruppa A (primavera) | Gruppa A (autunno) | Gruppa A (autunno) | Gruppa A (autunno) | Gruppa A (autunno) | Kubok SSSR | Kubok SSSR | Kubok SSSR  | Kubok SSSR | Totale   | Totale | Totale      | Totale     |
| Giocatore      | Presenze             | Reti                 | Ammonizioni          | Espulsioni           | Presenze           | Reti               | Ammonizioni        | Espulsioni         | Presenze   | Reti       | Ammonizioni | Espulsioni | Presenze | Reti   | Ammonizioni | Espulsioni |
| -------------- | -------------------- | -------------------- | -------------------- | -------------------- | ------------------ | ------------------ | ------------------ | ------------------ | ---------- | ---------- | ----------- | ---------- | -------- | ------ | ----------- | ---------- |
| A. Čulkov      | 2                    | 1                    | 0                    | 0                    | 2                  | 0                  | 0                  | 0                  | 1          | 0          | 0           | 0          | 5        | 1      | 0           | 0          |
| N. Isaev       | 0                    | 0                    | 0                    | 0                    | 5                  | 2                  | 0                  | 0                  | 2          | 0          | 0           | 0          | 7        | 2      | 0           | 0          |
| B. Kočetov     | 3                    | -10                  | 0                    | 0                    | 4                  | -9                 | 0                  | 0                  | 0          | 0          | 0           | 0          | 7        | -19    | 0           | 0          |
| S. Leonov      | 3                    | -8                   | 0                    | 0                    | 3                  | -11                | 0                  | 0                  | 1          | -2         | 0           | 0          | 7        | -21    | 0           | 0          |
| V. Lesin       | 2                    | 0                    | 0                    | 0                    | 0                  | 0                  | 0                  | 0                  | 0          | 0          | 0           | 0          | 2        | 0      | 0           | 0          |
| K. Ljaskovskij | 4                    | 0                    | 0                    | 0                    | 6                  | 0                  | 0                  | 0                  | 1          | 0          | 0           | 0          | 11       | 0      | 0           | 0          |
| K. Malinin     | 6                    | 1                    | 0                    | 0                    | 7                  | 1                  | 0                  | 0                  | 2          | 1          | 0           | 0          | 15       | 3      | 0           | 0          |
| I. Mitronov    | 6                    | 2                    | 0                    | 0                    | 7                  | 2                  | 0                  | 0                  | 0          | 0          | 0           | 0          | 13       | 4      | 0           | 0          |
| E. Nikišin     | 6                    | 0                    | 0                    | 0                    | 0                  | 0                  | 0                  | 0                  | 0          | 0          | 0           | 0          | 6        | 0      | 0           | 0          |
| P. Petrov      | 6                    | 1                    | 0                    | 0                    | 4                  | 1                  | 0                  | 0                  | 0          | 0          | 0           | 0          | 10       | 2      | 0           | 0          |
| K. Rjazancev   | 5                    | 2                    | 0                    | 0                    | 6                  | 1                  | 0                  | 0                  | 2          | 0          | 0           | 0          | 13       | 3      | 0           | 0          |
| V. Savanov     | 5                    | 0                    | 0                    | 0                    | 4                  | 0                  | 0                  | 0                  | 1          | 0          | 0           | 0          | 10       | 0      | 0           | 0          |
| A. Savickij    | 0                    | 0                    | 0                    | 0                    | 1                  | 0                  | 0                  | 0                  | 0          | 0          | 0           | 0          | 1        | 0      | 0           | 0          |
| V. Sokolov     | 0                    | 0                    | 0                    | 0                    | 1                  | 0                  | 0                  | 0                  | 0          | 0          | 0           | 0          | 1        | 0      | 0           | 0          |
| S. Sosnin      | 1                    | 0                    | 0                    | 0                    | 2                  | 0                  | 0                  | 0                  | 0          | 0          | 0           | 0          | 3        | 0      | 0           | 0          |
| A. Ščavelev    | 6                    | 2                    | 0                    | 0                    | 6                  | 0                  | 0                  | 0                  | 1          | 0          | 0           | 0          | 13       | 2      | 0           | 0          |
| V. Šlyčkov     | 0                    | 0                    | 0                    | 0                    | 7                  | 1                  | 0                  | 0                  | 0          | 0          | 0           | 0          | 7        | 1      | 0           | 0          |
| E. Šelagin     | 6                    | 3                    | 0                    | 0                    | 0                  | 0                  | 0                  | 0                  | 0          | 0          | 0           | 0          | 6        | 3      | 0           | 0          |
| A. Zagreckij   | 2                    | 0                    | 0                    | 0                    | 7                  | 1                  | 0                  | 0                  | 1          | 0          | 0           | 0          | 10       | 1      | 0           | 0          |
| P. Zenkin      | 6                    | 0                    | 0                    | 0                    | 7                  | 0                  | 0                  | 0                  | 1          | 0          | 0           | 0          | 14       | 0      | 0           | 0          |